# Морено Сантьяго, Жонатан Бруно
Бруно Сантьяго Джонатан (порт. Bruno Santiago Jonatan; род. 12 мая 1991, Блуменау, Санта-Катарина), более известный как Морено (порт. Moreno) — бразильский футболист, игрок в мини-футбол.

## Карьера
Футбольную карьеру начал в родном Блуменау. Тренировался с «Артексом» на большом поле, а потом шёл на мини-футбольную тренировку в клуб «Апама». В 14 лет прошёл отбор в академию «Интернасьонала», в которой провёл полтора года и ушёл после конфликта с её директором Гуто Феррейрой. Поехал в юношескую команду «Фигейренсе», после чего оказался в «Метрополитано», из которого смог попасть в молодёжную команду «Крузейро». Из-за непрофессионального отношения к делу был вынужден вернуться в «Метрополитано». После ухода из последнего клуба полгода не играл и в возрасте 18 лет собирался завершать карьеру.
В это время ему пришло предложение попробовать себя в мини-футболе, и Морено стал игроком клуба «Малви». В составе одной из ведущих команд Бразилии он смог обратить на себя внимание, попасть в молодёжную сборную, и, после четырёхмесячной командировки в Иран, где Морено играл за «Гити Пасанд», он перешёл в испанский «Интер Мовистар». Однако, пробиться в основной состав ему не удалось, и он отправился в аренду, играя в «Аль-Араби» из Кувейта и бразильском «Коринтиансе». Во время выступления на студенческом чемпионате мира привлёк внимание тренера украинского «Урагана» из Ивано-Франковска и 20 декабря 2012 года подписал с ним трёхлетний контракт, но провёл в команде только полтора сезона, покинув её в связи с тяжёлым финансовым состоянием после начала войны в Донбассе.
В августе 2014 года Морено подписал контракт с московским «Спартаком» и в первом же сезоне забил 31 гол в 33 играх. Летом 2015 года перешёл в «Дину». В 2016 году после завершения сезона «Дина» решила расстаться с Морено. 31 мая 2017 года минский клуб «Столица» объявил о подписании контракта с Морено. До начала предсезонных сборов в августе успел слетать в Таджикистан, чтобы сыграть за местную команду «ДИСИ Инвест» в клубном чемпионате Азии.
В 2018 году перешёл в российский «Беркут» из Грозного, выступающий в высшей лиге. Покинул команду после двух сыгранных матчей первенства России. Конец года провёл в любительском клубе «Фруктовый мир», выступающем в чемпионате Санкт-Петербурга.
В октябре 2019 года в составе румынского клуба «Меркуря-Чук» принимал участие в Лиге чемпионов. После непопадания команды в следующий раунд турнира был освобождён из клуба вместе с другими легионерами.
23 января 2020 года Морено подписал контракт с «Ухтой», представляющей Суперлигу.

## Достижения
«Гити Пасанд»
- Чемпион Ирана: 2016/17
- Вице-чемпион Ирана: 2010/11

«Аль-Араби»
- Чемпион Кувейта: 2011/12[8]

«Ураган»
- Бронзовый призёр Чемпионата Украины: 2013/14[8]

«Столица»
- Бронзовый призёр Чемпионата Белоруссии: 2017/18
- Финалист Кубка Белоруссии: 2017/18